# José Passos
José Passos Valero (Barcelona, 1862-Barcelona, 1928) fue un dibujante, ilustrador y fotograbador español.

## Biografía

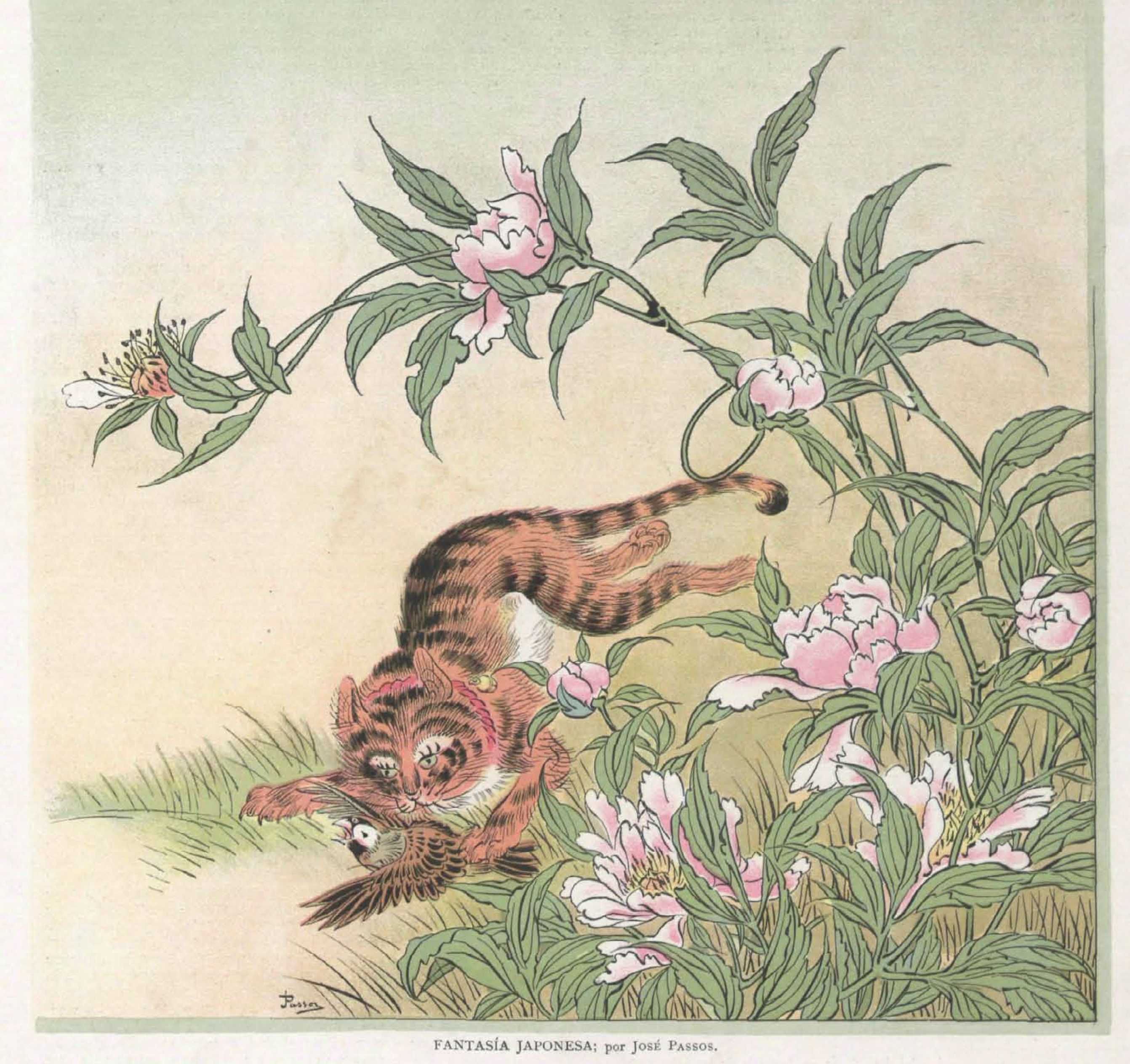
«Fantasía japonesa» (1899)

Nació en 1862 en Barcelona. Fue ilustrador de una edición de Don Quijote de la Mancha de comienzos del siglo XX, publicada por la casa López Robert. Igualmente realizó ex libris. Como ilustrador de libros también colaboraría con ediciones de Historia de España en el siglo XIX de Francisco Pi y Margall y su hijo Francisco Pi y Arsuaga, Armas y armaduras de Antonio García Llansó, para la que realizaría 161 dibujos, o la novela El tesoro de Gastón de Emilia Pardo Bazán. Su fallecimiento se ha datado en 1928, en su ciudad natal.